# Bernard Jacob Half-Wassenaer van Onsenoort
Bernardus Jacobus Joannes (Bernard Jacob) Half-Wassenaer, heer van Onsenoort en Nieuwkuyk (Den Haag, 6 september 1746 - 's-Hertogenbosch, 10 november 1810) was een Nederlands politicus.

## Familie
Half-Wassenaer, lid van de familie Half-Wassenaer, was een zoon van Joannes Half-Wassenaer, heer van Onsenoort en Nieuwkuyk (1706-1782) en Joanna Everarda de Roy (1712-1784), lid van de familie De Roy. Hij trouwde met Petronella Jacoba Maria van Engelen (1745-1823). Uit dit huwelijk werden zes kinderen geboren, waaronder zoon jhr. mr. Jacob Willem Half-Wassenaer van Onsenoort.

## Loopbaan
Half-Wassenaer werd in 1778 poorter van 's-Hertogenbosch. Hij was in december 1786 oprichter van de patriottisch gezinde vaderlandse sociëteit in Den Bosch en in 1788 oprichter van de sociëteit Amicitia. Hij vervulde diverse bestuurlijke functies en was onder meer lid van de centrale administratie van de veroverde landen van Holland (1795). Hij was lid (vanaf 1767), rentmeester (1795-1796) en proost (1801-1802) van het Illustre Lieve Vrouwe Broederschap. Hij was daarnaast vanaf 1776 broeder van loge "de Edelmoedigheid" en vanaf 1793 lid van de schutterij. Hij was mede-eigenaar van een fabriek van witglas (1801-1803).
Half-Wassenaer werd verkozen tot lid van de municipaliteit van 's-Hertogenbosch (1795-1798), lid van het bestuur van 's-Hertogenbosch (vanaf 1806) en was lid van het Wetgevend Lichaam (1807-1810).
Hij werd benoemd tot ridder in de Orde van de Unie. Hij overleed in 1810, op 64-jarige leeftijd.
- Biografisch Portaal: 64660298
- Digitale Bibliotheek voor de Nederlandse Letteren: half001
- Parlement.com: vg09llux4utt